# Рохас, Роберт
Роберт Самуэль Рохас Чавес (исп. Robert Samuel Rojas Chávez; род. 30 апреля 1996 года) — парагвайский футболист, защитник аргентинского клуба «Ривер Плейт» и сборную Парагвая, выступающий на правах аренды за «Тигре».

## Биография
Роберт Рохас начинал свою карьеру футболиста в парагвайском «Гуарани». 3 февраля 2017 года он дебютировал в парагвайской Примере, выйдя в основном составе в гостевой игре с «Либертадом». 14 мая того же года Рохас забил свой первый гол на высшем уровне, выведя свою команду вперёд в счёте в домашнем поединке с клубом «Спортиво Лукеньо». 

## Титулы и достижения
- Финалист Кубка Либертадорес (1): 2019
- Обладатель Рекопы (1): 2019 (не играл)